# Affrontements de Kalaymyo de 2021
Guerre civile de 2021-2023 en Birmanie et Conflit armé birman
Batailles
- Conflit armé birman
- Coup d'État de 2021 en Birmanie
- Manifestations de 2021-2022 en Birmanie
  - Mort de Mya Thwe Thwe Khine (en)
  - Mort de Kyal Sin (en)

- Chin (en)
- Zone sèche (en)
- État de Rakhine (en)

- Tentative d'assassinat de Bai Yingneng (en)
- Alaw Bum
- Kalay
- Thapyayaye
- Taze (en)
- Naungmon (en)
- Thaw Le Hta
- Mindat (en)
- Muse (en)
- Mandalay (en)
- Myin Thar (en)
- Myawaddy (en)
- Route nationale 8
- 1re Loikaw (en)
- 1re Demoso

- Kachinthay (en)
- Lay Kay Kaw (en)
- Hnan Khar (en)
- Rivière Chindwin (en)
- 2e Demoso (en)
- 2e Loikaw (en)
- Thantlang
- Pekon (en)
- Khin-U (en)
- Assassinat de Ohn Thwin
- Kawkareik
- Ti Bwar

- Konarpara (en)
- Mese (en)
- Shwe Kokko
- Kanaung
- Taungthaman (en)

- 1027
  - Chinshwehaw (en)
  - Namhsan (en)
  - Laukkai
  - Kaladan
  - Lashio
- 3e Loikaw (en)
  - 1107
- Kyindwe (en)
- Kachin (en)
  - Bhamo (en)
- Myawaddy
- Rakhine
  - Ann
  - Maungdaw
- Confrérie Chin (en)
  - Falam
- Assassinat d'Ashin Munindabhivamsa (en)
- Budalin
- Myingyan (en)
- Ngape (en)
- Katha (en)

- Hlaingthaya
- Pégou
- Tabayin (en)
- Mo So
- Mon Taing Pin (en)
- Let Yet Kone
- Meurtre de Saw Tun Moe
- Hpakant
- Tar Taing
- Pazigyi
- Pinlaung
- Laiza
- Buthidaung
- Byian Phyu
- Oe Htein Kwin

Les affrontements de Kalaymyo sont une série d'affrontements entre les forces armées birmanes et des manifestants armés dans la ville de Kalaymyo et les villages alentour lors de l'insurrection anti coup d'État. Le conflit est devenu l'un des premiers exemples de résistance armée à l'armée birmane en dehors des actions des organisations ethniques armées lors des récents troubles dans le pays après le coup d'État de février 2021.

## Contexte
Les premiers cas de résistance armée à la répression militaire des manifestations dans la région ont été signalés le 28 mars. Des manifestants armés d'armes telles que des fusils de chasse artisanaux ont établi des bastions dans certaines parties de Kalaymyo et se sont livrés à des batailles avec les forces armées birmanes, qui ont pris d'assaut ces bastions à plusieurs reprises. En outre, des villageois armés ont tendu une embuscade et attaqué des soldats et des policiers en route vers la ville pour soutenir les manifestants. Des dizaines de manifestants, de soldats et de policiers ont été tués au total depuis le 28 mars.

## Affrontements
Le 28 mars 2021, les forces armées birmanes prennent d'assaut le camp de Tarhan, l'un des bastions de manifestants à Kalaymyo. Des manifestants armés affrontent l'armée dans la ville avec des fusils de chasse artisanaux tandis que des villageois attaquent des soldats à l'extérieur des villages. Les manifestants sont contraints de se retirer et le camp est détruit la nuit même. 4 manifestants armés et 4 soldats auraient été tués lors des affrontements, et 17 soldats auraient également été blessés.
Entre le 30 mars et avril, des villageois dans le canton de Kale tendent une embuscade aux renforts de l'armée birmane sur le chemin de Kalaymyo qui entraîne la mort de 5 villageois. 11 manifestants sont également tués à Kalaymyo, sans information sur les affrontements. Le camp de protestation a été reconstruit et les manifestations se sont poursuivies.
Le 31 mars, un villageois est tué d'une balle dans la tête par les forces de sécurité à Natchaung, tandis que quatre policiers sont capturés par des manifestants armés à Kalaymyo le même jour, alors qu'ils tentés de repérer les positions des manifestants. Après un certain temps, les manifestants de Kalaymyo s'organisent sous le nom « Force de défense populaire ». Les policiers capturés sont ensuite remis à l'armée en échange de la libération de 9 civils détenus par les militaires. C'est le premier accord de ce type lors des manifestations de 2021.
Au matin du 7 avril, les forces armées birmanes mènent un deuxième assaut contre les bastions des manifestants à Kalaymyo. Les forces de sécurité prennent d'assaut le camp de Tarhan depuis plusieurs directions, armées de mitrailleuses et de grenades. Les forces de sécurité envoyées pour enlever les barricades ouvrent le feu sur les manifestants. Les combattants de l'armée civile de Kalay affrontent les forces de sécurité, tandis que 45 minutes après le début de la bataille, les militaires coupent le camp de Tarhan des renforts tentant de renforcer les défenseurs du camp. 11 manifestants auraient été tués et 10 blessés dans les affrontements. Une campagne d'arrestation a lieu dans la ville après les affrontements. Les manifestants sont néanmoins descendus dans la rue quelques heures plus tard.
Ces affrontements ont pour conséquence la formation de la Force de défense populaire - Kalay (en birman : ပြည်သူ့ကာကွယ်ရေးတပ်ဖွဲ့ (ကလေး) abrégé en PDF Kalay.